# Cantonul Rabastens-de-Bigorre
Cantonul Rabastens-de-Bigorre este un canton din arondismentul Tarbes, departamentul Hautes-Pyrénées, regiunea Midi-Pyrénées, Franța.

## Comune
| Comune                | Populație (1999) | Cod poștal | Cod INSEE |
| --------------------- | ---------------- | ---------- | --------- |
| Ansost                | 62               | 65140      | 65013     |
| Barbachen             | 42               | 65140      | 65061     |
| Bazillac              | 304              | 65140      | 65073     |
| Bouilh-Devant         | 23               | 65140      | 65102     |
| Buzon                 | 74               | 65140      | 65114     |
| Escondeaux            | 212              | 65140      | 65161     |
| Gensac                | 68               | 65140      | 65196     |
| Lacassagne            | 175              | 65140      | 65242     |
| Laméac                | 133              | 65140      | 65254     |
| Lescurry              | 163              | 65140      | 65269     |
| Liac                  | 169              | 65140      | 65273     |
| Mansan                | 54               | 65140      | 65297     |
| Mingot                | 69               | 65140      | 65311     |
| Monfaucon             | 163              | 65140      | 65314     |
| Moumoulous            | 57               | 65140      | 65325     |
| Peyrun                | 84               | 65140      | 65361     |
| Rabastens-de-Bigorre  | 1 419            | 65140      | 65375     |
| Saint-Sever-de-Rustan | 137              | 65140      | 65397     |
| Sarriac-Bigorre       | 263              | 65140      | 65409     |
| Ségalas               | 96               | 65140      | 65414     |
| Sénac                 | 215              | 65140      | 65418     |
| Tostat                | 424              | 65140      | 65446     |
| Trouley-Labarthe      | 74               | 65140      | 65454     |
| Ugnouas               | 73               | 65140      | 65457     |